# Daniel De Silva
Pour les articles homonymes, voir Daniel Silva (homonymie) et Silva.
Daniel De Silva, né le 6 mars 1997 à Perth en Australie, est un footballeur australien qui évolue actuellement au poste de milieu offensif au Macarthur FC.

## Biographie

### En club
Natif de Perth en Australie, Daniel De Silva est en partie formé par le club de sa ville natale, Perth Glory, où il signe son premier contrat professionnel en février 2013. C'est ce club qui lui donne sa chance en lui faisant jouer son premier match en professionnel le 2 mars 2013 contre le Sydney FC, alors qu'il n'a pas encore 17 ans. Il entre en jeu lors de cette rencontre de A-League remportée par son équipe sur le score de deux buts à un.
Le 13 juin 2014 le transfert de De Silva à l'AS Roma est annoncé, le joueur rejoindrait le club italien à l'issue de la saison 2014-2015. Mais le transfert est annulé en août 2015, Perth Glory n'ayant pas reçu le payement.
Le 26 août 2015 Daniel De Silva est prêté pour deux saisons au club néerlandais du Roda JC.
En juillet 2017 Daniel De Silva signe un contrat de quatre ans avec le Central Coast Mariners.
Le 9 juillet 2021, Daniel De Silva s'engage en faveur du Macarthur FC. Il signe un contrat de deux ans.
De Silva marque son premier but pour le Macarthur FC le 19 décembre 2021 contre le Newcastle United Jets, en championnat. Titulaire, il marque le but égalisateur de son équipe, qui s'impose finalement par deux buts à un.